# 243
Cette page concerne l'année 243  du calendrier julien. Pour l'année 243 av. J.-C., voir 243 av. J.-C. Pour le nombre 243, voir 243 (nombre).
L'année 243 est une année commune qui commence un dimanche.

## Événements
- Printemps : début d’une campagne victorieuse de l’empereur romain Gordien III contre les Perses, accompagné du philosophe Plotin. Timesitheus, qui dirige les opérations, passe l’Euphrate à Zeugma. Carrhes est reprise, puis Édesse. Après leur défaite à Rhesaina, les Sassanides évacuent Nisibe et Singara, puis finalement toute la Mésopotamie romaine[1].
- Automne-hiver : le préfet du prétoire Timesitheus tombe malade et meurt, alors que les Romains avancent le long de l’Euphrate vers l’est ; l’Arabe M. Julius Philippus, frère du collègue de Timesitheus à la préfecture, Gaius Julius Priscus, prend sa place. L’armée romaine entre en Assyrie et avance le long de la rive gauche de l’Euphrate jusqu'à Mesiche, au nord de Ctésiphon[1].